# Großsteingrab Kargow
Das Großsteingrab Kargow ist eine megalithische Grabanlage der jungsteinzeitlichen Trichterbecherkultur bei Kargow im Landkreis Mecklenburgische Seenplatte (Mecklenburg-Vorpommern).

## Lage
Das Grab befindet sich etwa 1,5 km südöstlich von Kargow auf einem Feld, einige Meter südlich eines Wegs.

## Beschreibung

### Architektur
Die Anlage ist stark gestört und wurde 1973 rekonstruiert. Bei der Grabkammer handelt es sich um einen erweiterten Dolmen, von dem offenbar nur noch die Wandsteine erhalten sind. Zur Orientierung und den Maßen der Anlage liegen keine Angaben vor.

### Funde

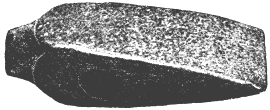
Steinaxt aus dem Großsteingrab Kargow

Im 19. Jahrhundert wurde hier eine Steinaxt gefunden, die in den Besitz des Vereins für Mecklenburgische Geschichte und Altertumskunde zu Schwerin gelangte.